# 検見川送信所

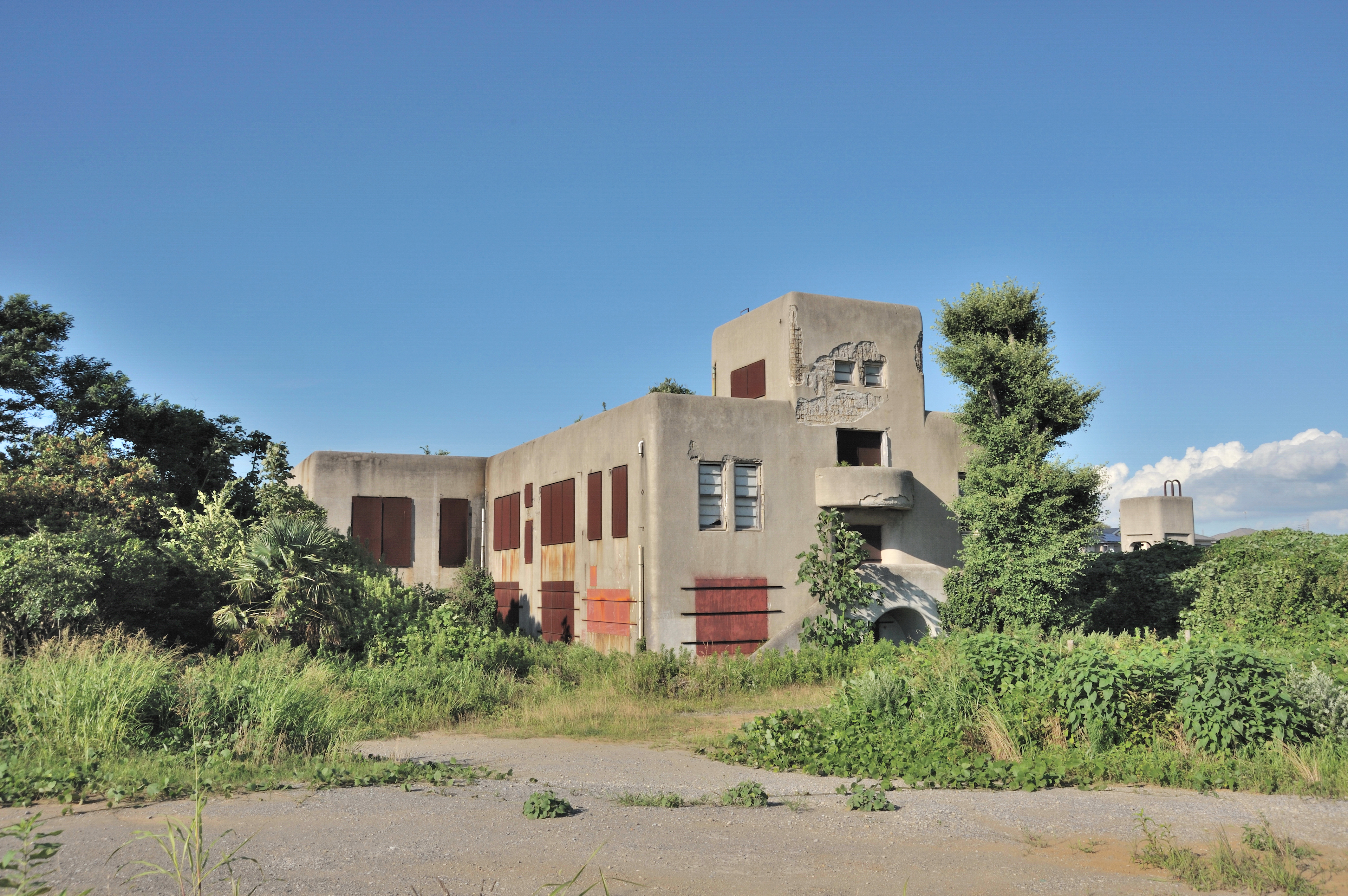
検見川送信所外観

検見川送信所（けみがわそうしんじょ、検見川無線送信所）は、千葉県千葉郡（現・千葉市花見川区）検見川町に位置した逓信省、日本電信電話公社の無線電信所である。本館は逓信建築の代表作で現存する。

## 解説
対外国通信を目的とした施設で、日本で初めて短波による標準電波を送信した施設である。
1926年（大正15年）4月に東京無線局検見川送信所として開局する。本館のデザインは表現主義的な傾向を持つ初期モダニズム建築で、東京中央郵便局を設計した逓信省技師の吉田鉄郎が設計した。
1930年（昭和5年）10月27日に、ロンドン軍縮条約締結に当たり、濱口雄幸内閣総理大臣が記念演説を行い、濱口の演説をアメリカ合衆国とイギリスへ向けて送信した。アメリカ合衆国からハーバート・フーヴァー第31代大統領、イギリスからラムゼイ・マクドナルド首相の演説を受信し、日本各地へラジオ放送を発した送信所でもあった。
太平洋戦争中は南方の占領地との通信拠点だった。
日本電信電話公社の無線送信所として使用されたのち、1979年（昭和54年）に施設を廃止した。
千葉市が中学校用地として敷地を取得し、本館の建物も取り壊される方針であったが、2007年（平成19年）8月に発足した「検見川送信所を知る会」が中心となって保存運動を展開した。のちに市は当初の方針を見直し、保存の方針を示している。2013年（平成25年）に文化財調査したが、2019年（令和元年）時点で文化財に指定されておらず活用方針も未定である。

## 沿革
- 1926年（大正15年）4月1日 - 東京無線局検見川送信所として開局する。
- 1930年（昭和5年）10月27日 - 濱口雄幸総理のロンドン軍縮条約締結記念放送を、日本初の国際放送として放送する。現在のNHKワールド・ラジオ日本の前身となる。
- 1934年（昭和9年）4月29日 - 国際放送を名崎送信所へ移管する。
- 1937年（昭和12年） - 本館の第2期工事で増築する。
- 1940年（昭和15年）1月30日 - 短波JJYを開設する。
- 1952年（昭和27年）8月1日 - 日本電信電話公社発足に伴い公社の検見川無線送信所となる。
- 1979年（昭和54年）9月2日 - 業務の全てを名崎送信所へ移管して廃止する。
- 1986年（昭和61年）1月 - 検見川・稲毛地区土地区画整理事業として、送信所跡地を含む周辺を一体に造成する計画が認可される。2019年（令和元年）現在、継続している。
- 2008年（平成20年）
  - 3月 - 敷地内の土地を学校用から宅地用に計画変更。
  - 6月30日 - DOCOMOMO JAPAN選定 日本におけるモダン・ムーブメントの建築の126番に選定される。
  - 8月30日 - 「千葉市指定文化財」化を目指してイベントを開催する。
- 2009年（平成21年）3月24日 - 送信所の一部外壁や仮設トイレの重機による破壊が発見[1]される。
- 2013年（平成25年） - 千葉市が旧検見川無線送信所文化財調査を実施する。
- 2016年（平成28年） - 屋上防水工事を実施[2]する。